# Linnea Berthelsen
Linnea Berthelsen (født 13. juli 1993) er en dansk skuespillerinde, der er bedst kendt for sin optræden i Netflix-serien Stranger Things, hvor hun har en tilbagevendende rolle som Kali "Eight" Prasad, "søster" til Jane "Eleven" Ives.

## Privatliv
Berthelsen, der er af indisk herkomst, er vokset op i Kalundborg.   Hun flyttede i 2014 til England for at studere på East 15 Acting School i Essex og bor nu i London. 

## Karriere
Berthelsen fik i 2014 sin skuespildebut i kortfilmen Mirrors. Hun fortsatte senere med at optræde i korte film som Natskygge, Dyspno og Cape Fear. I 2015 optrådte hun i den danske film Hybrid. I 2017 blev hun i Netflix-original science fiction horror-serien Stranger Things castet som Kali / Eight, en karakter med evnen til at skabe hallucinationer.

## Filmografi

### Film
| År   | Titel     | Rolle         | Bemærkninger |
| ---- | --------- | ------------- | ------------ |
| 2014 | Spejle    | Signe         | Kortfilm     |
| 2014 | Teenland  | Patient       | Kortfilm     |
| 2014 | Alma      | Alma          | Kortfilm     |
| 2015 | Hybrid    | Clara         |              |
| 2015 | Natskygge | Ledende rolle | Kortfilm     |
| 2015 | Aisha     | Aisha         | Kortfilm     |
| 2015 | Dyspno    | Fie           | Kortfilm     |
| 2015 | Cape Fear | Gabrielle     | Kortfilm     |

### Fjernsyn
| År   | Titel           | Rolle              | Bemærkninger         |
| ---- | --------------- | ------------------ | -------------------- |
| 2016 | Exitium         | Ezra               | Pilot                |
| 2017 | Stranger Things | Kali Prasad / Otte | 3 episoder - sæson 2 |
| 2019 | Ørkenen         | Nura               | 1 afsnit             |
| 2020 | Devs            | Jen                | 4 episoder           |